# Bermudas nos Jogos Olímpicos de Verão de 2012
As Bermudas competiram nos Jogos Olímpicos de Verão de 2012, que aconteceram na cidade de Londres, no Reino Unido, de 27 de julho até 12 de agosto de 2012.

## Desempenho

### Atletismo
Os atletas das Bermudas até agora alcançaram índices de classificação nos seguintes eventos (máximo de três atletas por índice A e um por índice B):
Eventos com um atleta classificado por índice B:
- Salto em distância masculino

### Natação
Masculino
| Atletas   | Evento     | Eliminatórias | Eliminatórias | Semifinal   | Semifinal   | Final       | Final       |
| Atletas   | Evento     | Tempo         | Posição       | Tempo       | Posição     | Tempo       | Posição     |
| --------- | ---------- | ------------- | ------------- | ----------- | ----------- | ----------- | ----------- |
| Roy Burch | 50 m livre | 22.47         | 24º           | Não avançou | Não avançou | Não avançou | Não avançou |

### Triatlo
| Atleta            | Evento    | Natação (1,5km) | Ciclismo (40km) | Corrida (10km) | Tempo total | Posição |
| ----------------- | --------- | --------------- | --------------- | -------------- | ----------- | ------- |
| Tyler Butterfield | Masculino | 18m58           | 59m32           | 31m52          | 1h50m32     | 34º     |
| Flora Duffy       | Feminino  | 19m28           | 1h11m07         | 37m08          | 2h08m54     | 45º     |